# ASC Corona Brașov
ASC Corona Brașov (celým názvem: Asociația Sport Club Corona 2010 Brașov) je rumunský klub ledního hokeje, který sídlí v Brašově ve stejnojmenné župě. Založen byl v roce 2007 a jedná se tak o jeden z nejmladších klubů v Rumunsku. Svůj současný název nese od roku 2010. ASC je celkově trojnásobným mistrem Rumunska. Poslední titul je z roku 2019. Klub působí ve dvou národních soutěžích, a to maďarské a rumunské. Klubové barvy jsou žlutá a černá.
Své domácí zápasy odehrává v hale Brașov Icerink s kapacitou 2 500 diváků.

## Historické názvy
Zdroj:
- 2007 – SCM Fenestela 68 Brașov (Sport Club Municipal Fenestela 68 Brașov)
- 2010 – ASC Corona Brașov (Asociația Sport Club Corona 2010 Brașov)

## Získané trofeje
- Rumunský mistr v ledním hokeji ( 4× )
  - 2013/14, 2016/17, 2018/19, 2020/21
- Rumunský pohár v ledním hokeji ( 3× )
  - 2012/13, 2014/15, 2020/21

## Přehled ligové účasti
Zdroj:
- 2007– : Liga Națională de hochei (1. ligová úroveň v Rumunsku)
- 2009–2014: MOL Liga (mezinárodní soutěž)
- 2014–2017: MOL Liga (1. ligová úroveň v Maďarsku / mezinárodní soutěž)
- 2017– : Erste Liga (1. ligová úroveň v Maďarsku / mezinárodní soutěž)

## Účast v mezinárodních pohárech
Zdroj:
Legenda: SP - Spenglerův pohár, EHP - Evropský hokejový pohár, EHL - Evropská hokejová liga, SSix - Super six, IIHFSup - IIHF Superpohár, VC - Victoria Cup, HLMI - Hokejová liga mistrů IIHF, ET - European Trophy, HLM - Hokejová liga mistrů, KP - Kontinentální pohár
- KP 2014/2015 – 2. kolo, sk. C (2. místo)
- KP 2017/2018 – 2. kolo, sk. C (2. místo)